# Summerburst
Summerburst var en svensk musikfestival inriktad på elektronisk musik som ägde rum i Göteborg och Stockholm.
Festivalen skapades 2011 och hölls då under en heldag på stadion i Stockholm. Evenemanget sålde slut, vilket innebar att cirka 13 000 personer besökte området. Artister som uppträdde då var bland andra David Guetta, Avicii och Eric Prydz.
År 2012 utvidgades festivalen till Göteborg och blev även ett två-dagars arrangemang. Stockholms stadion blev återigen en av festivalens områden och Valhalla IP i Göteborg blev det andra området. Båda städernas festivaler sålde slut och totalt sett hade festivalerna över 65 000 besökare. Artister som uppträdde detta år var bland andra Deadmau5, Avicii, David Guetta, Tiesto, Alesso, Axwell, Sebastian Ingrosso och Dada Life.
2013 ägde festivalen rum precis som föregående år i Stockholm och Göteborg under två dagar på respektive område.
2014 fortsatte Summerburst med slutsålda biljetter i både Stockholm och Göteborg och hade sammanlagt över 100 000 besökare i både städerna.
2015 firade Summerburst fem år och arrangerades på Gärdet i Stockholm samt på Nya Ullevi i Göteborg, dock under nya ägare då Stureplansgruppen under 2015 sålde festivalbolaget Stureplansgruppen Live till Live Nation. Förutom Summerburst är systerfestivalen November Lights ett arrangemang av festivalbolaget.
2020 skulle festivalen hållits enbart i Göteborg men den blev inställd på grund av Coronavirusutbrottet 2019–2021. Även 2021 års festival blev inställd av samma anledning. 2022 blev dock festivalen av och hölls då enbart i Göteborg.
Den 13 mars 2023 uppgav Live Nation på sin hemsida att årets festival skulle ställas in men någon konkret anledning till detta, mer än att man valt att prioritera sina övriga festivaler istället, uppgavs inte.
| Framträdanden Summerburst Stockholm 2011 |
| ---------------------------------------- |
| David Guetta                             |
| Avicii                                   |
| Calvin Harris (Ersatt av Sebjak)         |
| Eric Prydz                               |
| Dada Life                                |
| John Dahlbäck                            |
| Adrian Lux                               |
| Chromeo’s Winter                         |
| Thomas Gold (After Party)                |
| Nervo (After Party)                      |
| Nause (After Party)                      |
| Pleasurekraft (After Party)              |

| Framträdanden Summerburst Göteborg 2012 |
| --------------------------------------- |
| Deadmau5                                |
| Axwell                                  |
| Avicii                                  |
| Calvin Harris                           |
| Tommy Trash                             |
| Alesso                                  |
| Dada Life                               |
| Dimitri Vegas & Like Mike               |
| Icona Pop                               |
| Sebjak                                  |
| Nause                                   |
| 2 Many Djs                              |
| Darwin & Backwall                       |
| Morten Breum                            |
| Adrian Lux (After Party)                |
| Thomas Gold (After Party)               |

| Framträdanden Summerburst Stockholm 2012 |
| ---------------------------------------- |
| Tiesto                                   |
| David Guetta                             |
| Axwell                                   |
| Alesso                                   |
| Nicky Romero                             |
| Sebastian Ingrosso                       |
| Calvin Harris                            |
| Albin Myers                              |
| Icona Pop                                |
| Dimitri Vegas & Like Mike                |
| Nause                                    |
| 2 Many Djs                               |
| Darwin & Backwall                        |
| Morten Breum                             |
| Sunnery James & Ryan Marciano            |
| Dimitri Vangelis & Wyman                 |
| Adrian Lux                               |
| Sebjak                                   |
| Lovisa Karlsson                          |
| Ida Engberg                              |
| Joel Mull                                |
| Adam Beyer                               |
| Carl Lekebusch                           |

| Framträdanden Summerburst Göteborg 2013 |
| --------------------------------------- |
| Axwell                                  |
| Alesso                                  |
| David Guetta                            |
| Steve Aoki                              |
| Hardwell                                |
| Otto Knows                              |
| Albin Myers                             |
| AN21                                    |
| W&W                                     |
| Arty                                    |
| Cazzette                                |
| Zedd                                    |
| La Fleur                                |
| Don Palm                                |
| Galavant                                |
| Hartzon                                 |

| Framträdanden Summerburst Stockholm 2013 |
| ---------------------------------------- |
| Sebastian Ingrosso                       |
| Steve Angello                            |
| Alesso                                   |
| Steve Aoki                               |
| Hardwell                                 |
| Arty                                     |
| Feed Me                                  |
| Dimitri Vegas & Like Mike                |
| Madeon                                   |
| Otto Knows                               |
| DubVision                                |
| Albin Myers                              |
| Michael Brun                             |
| Jakob Liedholm                           |
| La Fleur                                 |

| Framträdanden Summerburst Orion Scenen Göteborg 2014 |
| ---------------------------------------------------- |
| Sneijder                                             |
| Aly & Fila                                           |
| Markus Schulz                                        |
| Beat Service                                         |
| Cosmic Gate                                          |

| Framträdanden Summerburst Stockholm 2014 |
| ---------------------------------------- |
| Dada Life                                |
| Sebjak                                   |
| Krewella                                 |
| Calvin Harris                            |
| Hardwell                                 |
| David Guetta                             |
| R3hab                                    |
| Deniz Koyu                               |
| Martin Garrix                            |
| Rebecca & Fiona                          |
| Showtek                                  |
| Cazzette                                 |
| Afrojack (inställt)                      |
| Fedde Le Grand                           |
| Ummet Ozcan                              |
| Bassjackers                              |
| Henrik B                                 |

| Framträdanden Summerburst Göteborg 2015 |
| --------------------------------------- |
| Main stage:                             |
| Axwell och Ingrosso                     |
| Avicii                                  |
| Afrojack                                |
| Martin Garrix                           |
| Dash Berlin                             |
| Otto Knows                              |
| Blasterjaxx                             |
| Dimitri Vangelis & Wyman                |
| Broiler                                 |
| Myback (John Dahlbäck & Albin Myers)    |
| Oliver Heldens                          |
| AronChupa                               |
| Will Sparks                             |
| Dubvision                               |
| Don Palm                                |
| Tigerlily                               |
| Alvaro                                  |
| Agurre                                  |
| Leo Muller                              |